# Майду

Историческая область расселения майду

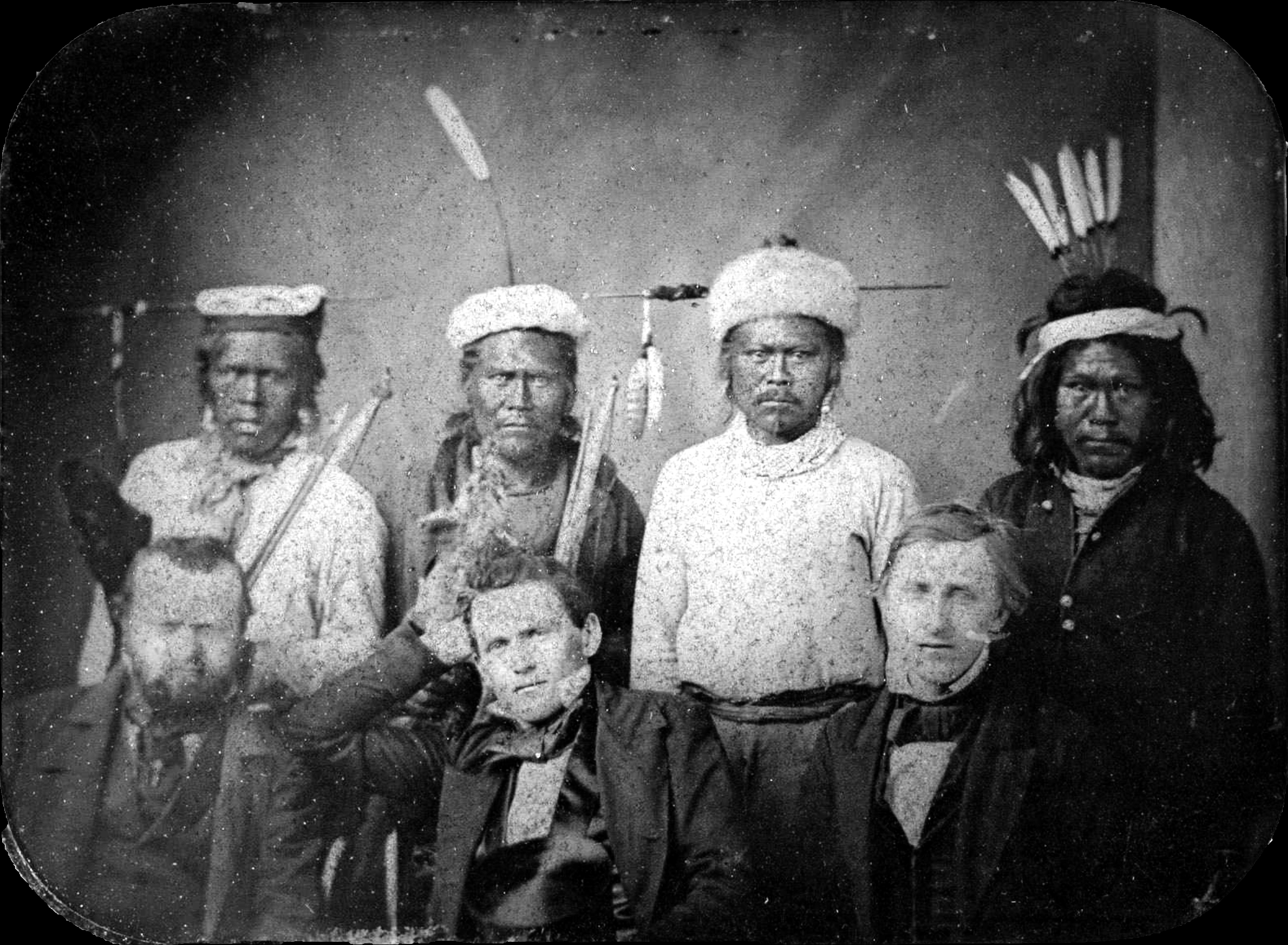
Майду

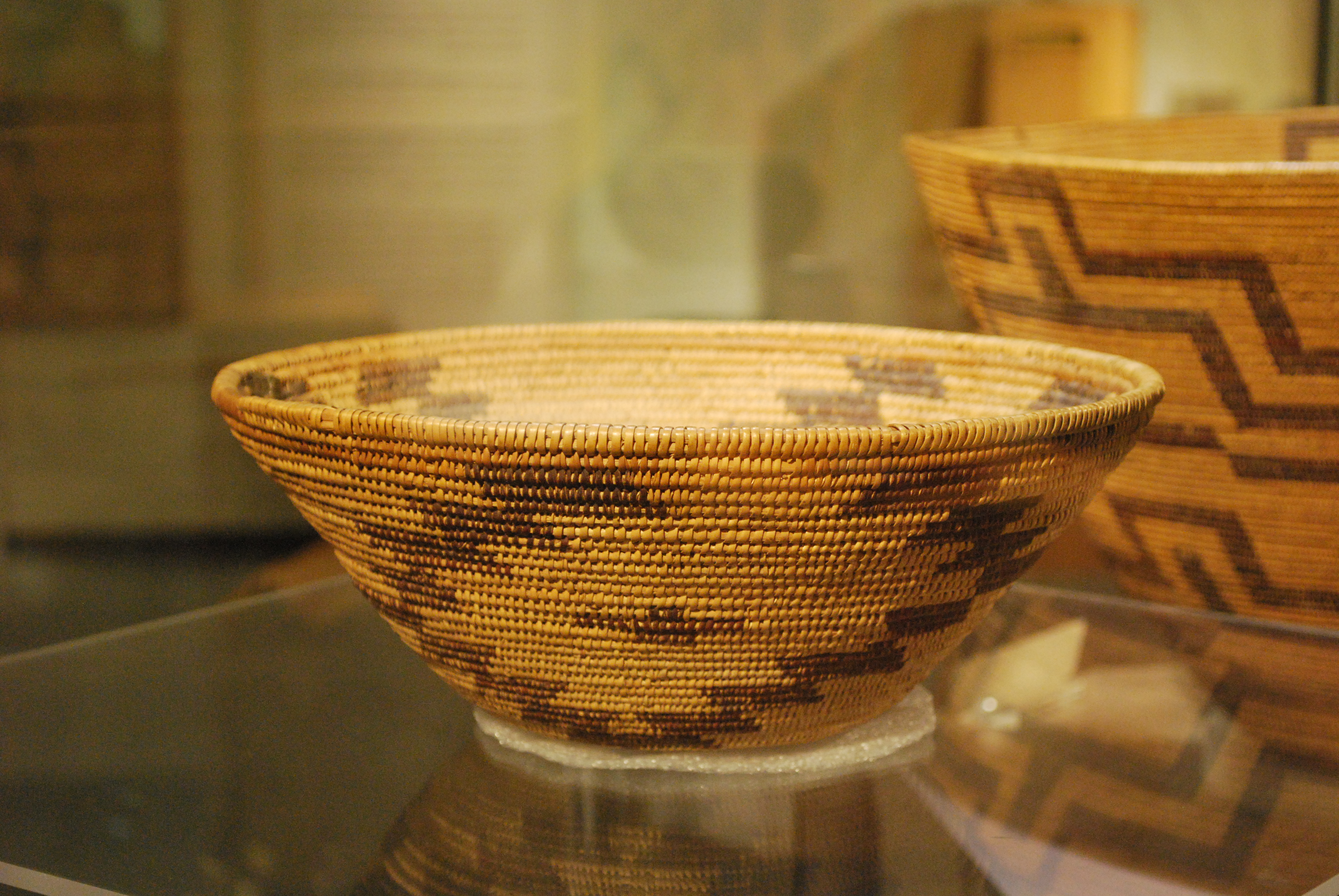
Корзина майду, экспозиция Maidu Interpretive Center

Майду — исчезающая племенная группа индейцев, проживающих на севере штата Калифорния в США, в центральной части Сьерра-Невады, между реками Фезер и Американ-Ривер.
Слово maidu на языке майду означает «человек». Группа делится на южных (нисенан), северо-восточных (горных) и северо-западных (конкау) майду.

## Население
Оценки численности населения майду до контакта с европейцами сильно разнятся. Альфред Крёбер (1925:883) полагал, что по состоянию на 1770 г. численность майду составляла 9000 человек (включая нисенан и конкау). Шербёрн Кук (1976:179) предполагал, что численность была немногим выше — 9500 человек.
По состоянию на 1910 г. Крёбер отметил в своём отчёте численность в 1100. По переписи 1930 г. их насчитывалось всего 93 человека.

## Культура
Майду занимались охотой и собирательством.
Также майду были известными изготовителями корзин. Их корзины были очень детальными, различного размера — от крошечных, размером с напёрсток, до крупных, около 3 метров в диаметре. Некоторые стебли, используемые для плетения, были настолько тонкими, что их можно разглядеть лишь под лупой. Для плетения использовалось большое количество растений — корни папоротника, красная кора багряника, жёлтые ветви ив, ветви орешника, листья юкки, корни болотного камыша и осоки — что позволяло сочетать стебли разного цвета и вида и создавать на корзинах затейливые геометрические орнаменты красного, чёрного, коричневого и жёлтого цветов различных оттенков.

### Натуральное хозяйство

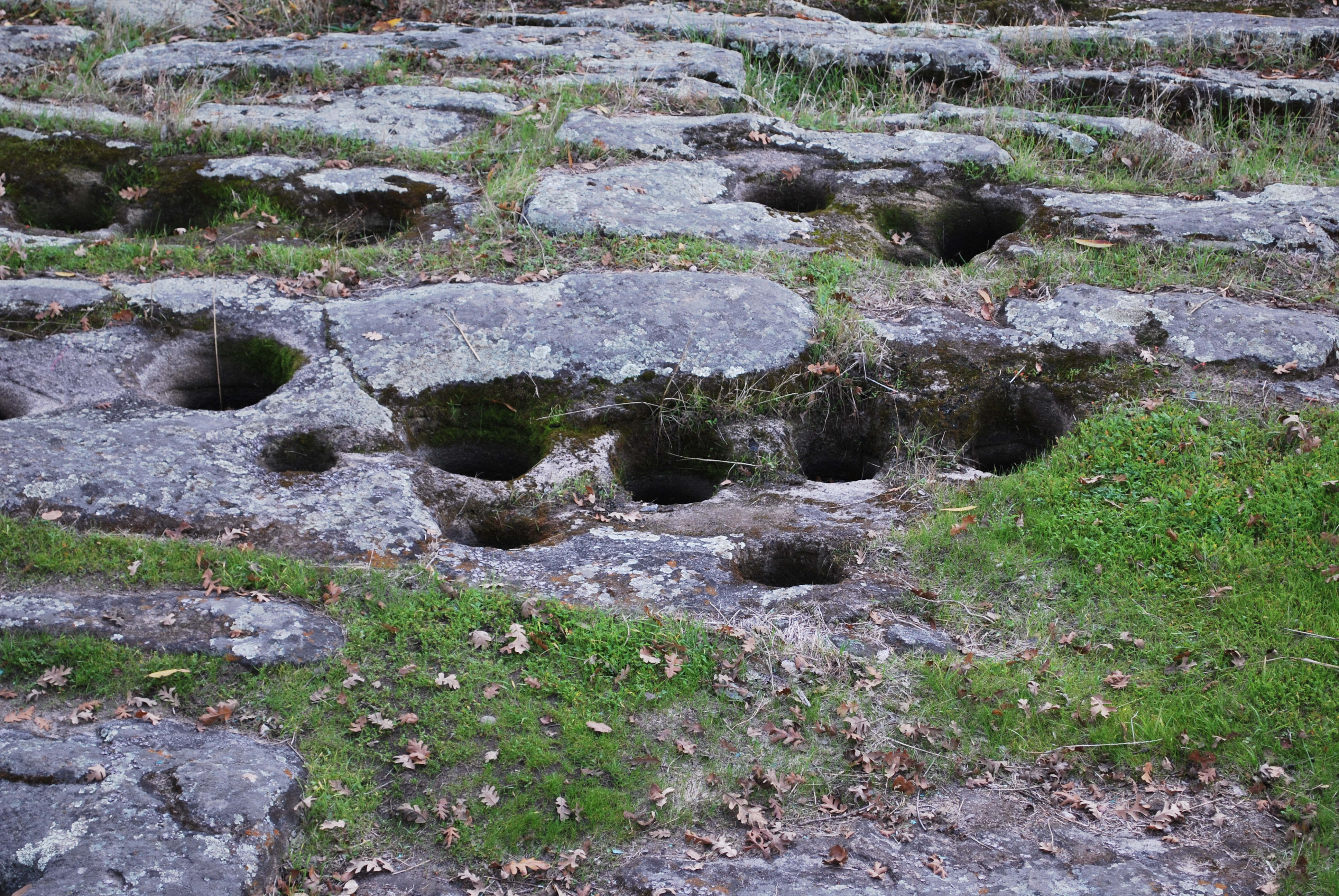
Ступы в природном камне на территории музея майду

Хотя майду занимались лишь охотой и собирательством, но не земделением, однако, подобно многим другим племенам Калифорнии, они расчищали земли, где проводились племенные собрания, в основном при помощи огня, и удобряли дубовые рощи, где собирали один из основных своих пищевых продуктов — жёлуди. Для запасания желудей впрок они строили плетёные желудехранилища.
Помимо желудей, служивших источником пищевого крахмала и жира, в местах проживания майду имелось множество съедобных растений и животных.

### Дома
Дома племени майду, особенно расположенные на холмистой местности или в горах, были полуподземными. Они представляли собой круглые сооружения диаметром от 6 до 12 метров, пол которых находился на глубине почти метра ниже уровня почвы. После того, как выкапывался пол здания, сооружался каркас из брёвен и шестов, на который накладывался толстый слой земли. Посреди дома располагался очаг для зимнего обогрева. Летние жилища выглядели иначе: их строили из обрезанных ветвей, которые связывали и крепили к шестам, после чего покрывали слоем земли и глины. Вход летних жилищ был ориентирован на восток, чтобы солнце будило по утрам, и чтобы днём жара не проникала в жилище.

### Социальная организация
Майду обитали в небольших селениях малыми племенными группами без централизованного племенного руководства. Вождей обычно выбирали из тех мужчин, кто возглавлял местный культ куксу (Kuksu), однако эти вожди не осуществляли ежеднеевное руководство, а отвечали за разрешение внутренних споров и переговоры между селениями.

### Религия
Культ куксу, распространённый в племени майду, существовал также в племенах помо и патвин. Этот культ центральной Калифорнии был основан на секретном обществе мужчин, исполнявших танец «большая голова».

### Язык
Языки, на которых говорили майду, хотя и относились к одной семье, сильно отличались друг от друга по лексике, грамматике и синтаксису, вплоть до отсутствия взаимопонимания. Майдуанские языки делятся на следующие основные ветви: северо-восточный майду, ямони-майду (или собственно майду); южный майду или нисенан; северо-западный майду или конкау; долинный майду или чико.